# Jeux Mondiaux de la Diversité - X Gay Games
La prima edizione dei Giochi Mondiali della Diversità (Jeux Mondiaux de la Diversité), decima edizione considerando come prima edizione i Gay Games del 1982 svoltasi a San Francisco, si sono svolti dal 4 al 12 agosto a Parigi.
 
I Giochi Mondiali della Diversità hanno riunito in un'unica manifestazione, sportiva e culturale, diversi eventi multisportivi, organizzati da associazioni differenti (Gay Games, Goodwill Games, World Outgames e CSIT World Sports Games; eventi che continueranno comunque a svolgersi), valorizzando la partecipazione di atleti di ogni orientamento sessuale, politico o religioso e con l'obiettivo di lottare contro tutte le forme di discriminazione.